# ガール・フロム・スウェーデン
「ガール・フロム・スウェーデン」（Girl from Sweden）は、スウェーデンの歌手エリック・サーデの11作目のシングル。
スウェーデンのシングルチャートにはチャートインできなかったものの、新たに設けられたヒートシーカーズチャートにランクイン、YouTubeでのミュージックビデオの再生回数は150万回を超える。

## 収録曲
1. ガール・フロム・スウェーデン "Girl from Sweden"
2. ガール・フロム・スウェーデン（インストゥルメンタル） "Girl from Sweden (Instrumental)"